# Rawiwan Pratike
Rawiwan Pratike (* 10. April 2001 in Sa Kaeo) ist eine thailändische Sprinterin, die sich auf den 400-Meter-Lauf spezialisiert.

## Sportliche Laufbahn
Erste internationale Erfahrungen sammelte Rawiwan Pratike bei den Jugendasienmeisterschaften 2017 in Bangkok, bei denen sie mit 62,37 s im Vorlauf über 400 Meter ausschied. Im Jahr darauf nahm sie an den Juniorenasienmeisterschaften in Gifu teil, bei denen sie mit der thailändischen 4-mal-400-Meter-Staffel in 3:48,01 min den vierten Platz erreichte und im Einzelbewerb in 59,50 s in der ersten Runde ausschied. Ende August nahm sie erstmals an den Asienspielen in der indonesischen Hauptstadt Jakarta teil und belegte dort Rang sieben mit der Staffel und schied über 400 Meter in der Qualifikation aus.